# Somkiat Chantra
Somkiat Chantra (thaï : สมเกียรติ จันทรา), né le 15 décembre 1998 à Chonburi, est un pilote de vitesse moto thaïlandais. En 2025, il rejoint l'équipe LCR Honda en MotoGP. Auparavant, il a couru en Moto2 avec l’équipe Idemitsu Honda Team Asia de 2019 à 2024.
Chantra est le deuxième pilote issu de l'Asia Talent Cup à accéder à la MotoGP, après Ai Ogura, tous deux débutant en catégorie reine lors de la saison 2025.

## Carrière

### Début en professionnel
Issu des rangs de la Shell Advance Asia Talent Cup, Chantra se fait connaître en remportant le titre en 2016. L'année suivante, il participe au Championnat du Monde Junior FIM CEV Moto3. Lors de la première course de la saison, il décroche la pole position mais abandonne après une chute. Au fil de la saison, il obtient plusieurs résultats notables : 8e au Mans, 13e à Jerez, 7e à Aragon et 10e à Valence, terminant ainsi 20e du classement général avec 26 points.
En 2018, il reste dans le même championnat et parvient régulièrement à marquer des points. Toutefois, malgré sa régularité, il ne décroche aucun podium. Son meilleur résultat de la saison est une 4e place en France. Il conclut l'année 9e au classement général avec un total de 61 points.

### Championnat de Moto3
Chantra a fait ses débuts en Grand Prix grâce à une invitation en tant que wild-card lors du Grand Prix moto de Thaïlande 2018, son épreuve nationale. Il a su saisir cette opportunité en terminant à la neuvième place, marquant sept points et décrochant un guidon à temps plein pour la saison suivante.

### Championnat de Moto2

#### Idemitsu Honda Team Asia (2019–2024)
En 2019, le Thaïlandais s'engage avec la toute nouvelle équipe Honda Asia, créée spécialement pour offrir aux pilotes asiatiques une opportunité en Moto2 et Moto3. Pour sa première saison, il a marqué 23 points, tandis que ses coéquipiers Dimas Ekky Pratama, Andi Farid Izdihar, Teppei Nagoe et Gerry Salim n’ont inscrit aucun point.

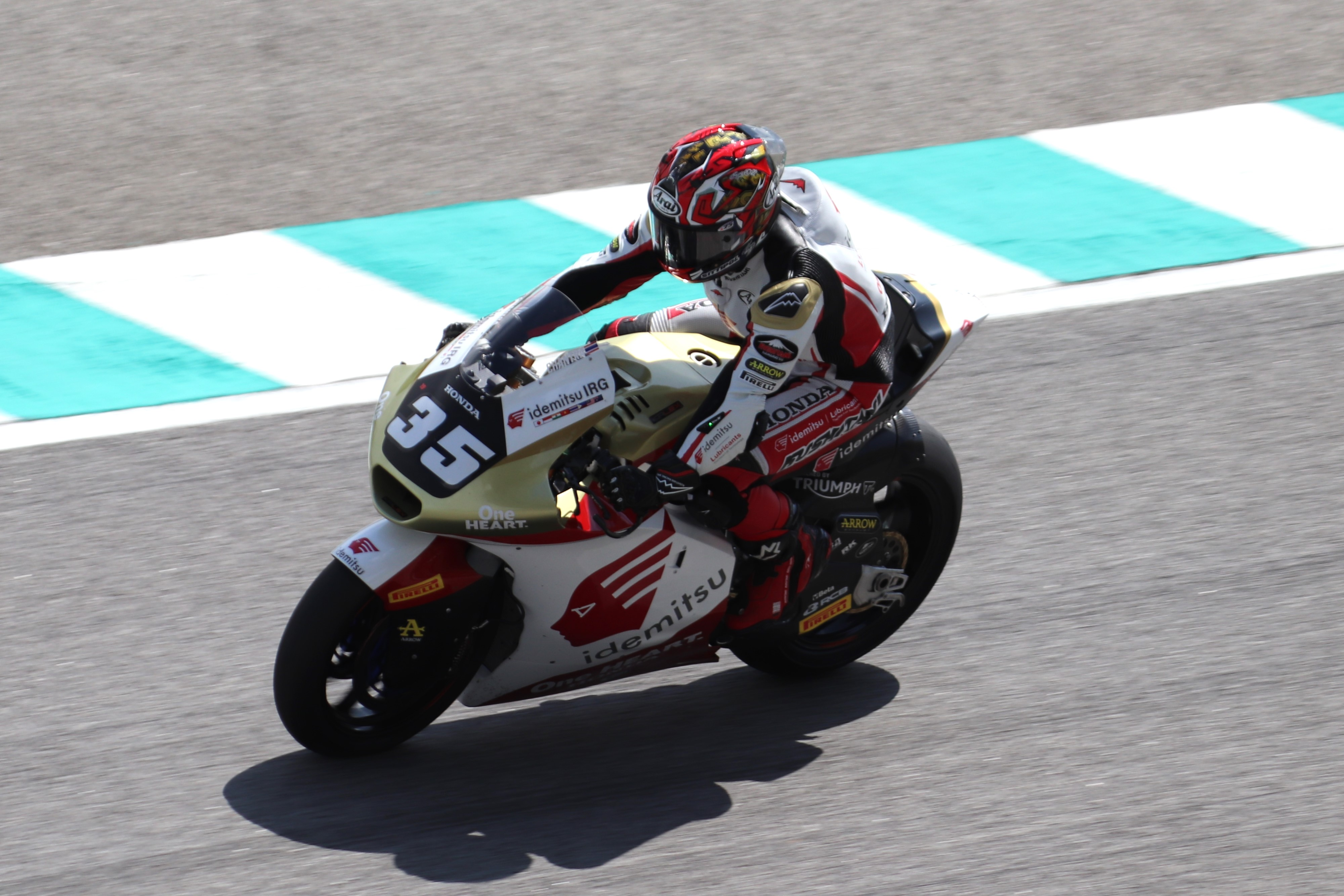
Chantra au Grand Prix de Malaisie 2024

Courant à plein temps pour l'équipe Honda Asia en 2020, Chantra a eu du mal à réitérer ses performances de la saison précédente. Il n'a marqué des points que lors de deux courses et a terminé l'année avec un total de 10 points. Son coéquipier, Izdihar, présent toute la saison, n'a inscrit aucun point.
Il a connu une saison 2021 de redressement, tout comme l'équipe Honda Asia. Il a accumulé un total de 37 points sur l’année, avec son meilleur résultat en Autriche, où son coéquipier débutant, Ai Ogura, a terminé deuxième. Chantra a décroché la cinquième place lors de cette course, réalisant ainsi le meilleur score de la saison pour l'équipe,.

### Championnat du MotoGP

#### LCR Honda (2025)
Le 29 août 2024, il a été annoncé que Chantra remplacera Takaaki Nakagami au sein de l'équipe LCR Honda pour le Championnat du Monde MotoGP 2025, devenant ainsi le premier pilote thaïlandais à signer un contrat en MotoGP. Pour la premier Grand Prix de sa carrière, le thaïlandais roule à domicile et se qualifie en dix-neuvième position, derrière Enea Bastianini. Pour la course sprint, sa position reste la même, tout comme les pilotes qui l'entoure. Après un abandon de Joan Mir et Raúl Fernández, il termine la course principale à la dix-huitième place, devant Pedro Acosta.

## Statistiques en carrière

### Asia Talent Cup
(Les courses en gras indiquent une pole position) (Les courses en Italiques indiquent un meilleur tour)
| Saison | Moto  | 1      | 2        | 3       | 4       | 5        | 6       | 7      | 8       | 9      | 10     | 11       | 12     | Pos | Pts |
| ------ | ----- | ------ | -------- | ------- | ------- | -------- | ------- | ------ | ------- | ------ | ------ | -------- | ------ | --- | --- |
| 2014   | Honda | QAT 6  | IDN 11   | CHN1 18 | CHN2 15 | MAL1 Ret | MAL2 11 | JPN    | MYS1 10 | MYS2 4 |        |          |        | 11e | 48  |
| 2015   | Honda | THA1 1 | THA2 Ret | QAT1 2  | QAT2 3  | MAL1     | MAL2    | CHN1   | CHN2    | JPN1   | JPN2   | SEP1     | SEP2   | 12e | 61  |
| 2016   | Honda | THA1 4 | THA2 1   | QAT1 6  | QAT2 2  | MAL1 4   | MAL2 1  | CHN1 3 | CHN2 8  | JPN1 6 | JPN2 4 | SEP1 Ret | SEP2 1 | 1er | 178 |

### Championnat du monde Junior FIM CEV Moto3
(Les courses en gras indiquent une pole position) (Les courses en Italiques indiquent un meilleur tour)
| Saison | Moto  | 1       | 2      | 3      | 4     | 5       | 6       | 7       | 8       | 9        | 10     | 11      | 12      | Pos | Pts |
| ------ | ----- | ------- | ------ | ------ | ----- | ------- | ------- | ------- | ------- | -------- | ------ | ------- | ------- | --- | --- |
| 2017   | Honda | ALB Ret | LMS 8  | CAT1   | CAT2  | VAL1    | VAL2    | EST     | JER1 13 | JER1 7   | ARA 17 | VAL1 16 | VAL2 10 | 20e | 26  |
| 2018   | Honda | EST 9   | VAL1 6 | VAL2 5 | FRA 4 | CAT1 12 | CAT2 14 | ARA Ret | JER1 12 | JER2 Ret | ALB 6  | VAL1    | VAL2    | 9e  | 61  |

### Résultats en Grand Prix

#### Par saison
| Saison | Catégorie | Motorcycle | Ecurie                   | Course | Vic. | Podium | Pole | M/Tours | Pts   | Classement |
| ------ | --------- | ---------- | ------------------------ | ------ | ---- | ------ | ---- | ------- | ----- | ---------- |
| 2018   | Moto3     | Honda      | AP Honda Racing Thailand | 1      | 0    | 0      | 0    | 0       | 7     | 33e        |
| 2019   | Moto2     | Kalex      | Idemitsu Honda Team Asia | 16     | 0    | 0      | 0    | 0       | 23    | 21e        |
| 2020   | Moto2     | Kalex      | Idemitsu Honda Team Asia | 15     | 0    | 0      | 0    | 0       | 10    | 25e        |
| 2021   | Moto2     | Kalex      | Idemitsu Honda Team Asia | 17     | 0    | 0      | 0    | 1       | 37    | 18e        |
| 2022   | Moto2     | Kalex      | Idemitsu Honda Team Asia | 19     | 1    | 4      | 1    | 1       | 128   | 10e        |
| 2023   | Moto2     | Kalex      | Idemitsu Honda Team Asia | 20     | 1    | 2      | 1    | 1       | 173.5 | 6e         |
| 2024   | Moto2     | Kalex      | Idemitsu Honda Team Asia | 18     | 0    | 0      | 0    | 0       | 104   | 12e        |
| 2025   | MotoGP    | Honda      | LCR Honda Idemitsu       | 1      | 0    | 0      | 0    | 0       | 0*    | NC*        |
| Total  | Total     | Total      | Total                    | 106    | 2    | 6      | 2    | 3       | 482.5 |            |

#### Par catégorie
| Catégorie | Saison       | 1er GP         | 1er Pod        | 1er vic.       | Courses | Vic. | Podiums | Pole | M/Tours | Pts   | Titres |
| --------- | ------------ | -------------- | -------------- | -------------- | ------- | ---- | ------- | ---- | ------- | ----- | ------ |
| Moto3     | 2018         | Thaïlande 2018 |                |                | 1       | 0    | 0       | 0    | 0       | 7     | 0      |
| Moto2     | 2019–2024    | Qatar 2019     | Indonésie 2022 | Indonésie 2022 | 105     | 2    | 6       | 2    | 3       | 475.5 | 0      |
| MotoGP    | 2025–present |                |                |                | 0       | 0    | 0       | 0    | 0       | 7     | 0      |
| Total     | 2018–present | 2018–present   | 2018–present   | 2018–present   | 106     | 2    | 6       | 2    | 3       | 482.5 | 0      |

#### Courses par saison
| Sais | Cat    | Moto  | 1       | 2       | 3       | 4       | 5       | 6       | 7      | 8       | 9       | 10      | 11     | 12     | 13      | 14      | 15      | 16      | 17      | 18      | 19      | 20      | 21  | 22  | Clas | Pts   |
| ---- | ------ | ----- | ------- | ------- | ------- | ------- | ------- | ------- | ------ | ------- | ------- | ------- | ------ | ------ | ------- | ------- | ------- | ------- | ------- | ------- | ------- | ------- | --- | --- | ---- | ----- |
| 2018 | Moto3  | Honda | QAT     | ARG     | AME     | SPA     | FRA     | ITA     | CAT    | NED     | GER     | CZE     | AUT    | GBR    | RSM     | ARA     | THA 9   | JPN     | AUS     | MAL     | VAL     |         |     |     | 33e  | 7     |
| 2019 | Moto2  | Kalex | QAT Ret | ARG 10  | AME 20  | SPA 17  | FRA Ret | ITA     | CAT 17 | NED DNS | GER     | CZE 15  | AUT 12 | GBR 16 | RSM 14  | ARA 16  | THA 9   | JPN 13  | AUS Ret | MAL Ret | VAL 23  |         |     |     | 21e  | 23    |
| 2020 | Moto2  | Kalex | QAT 25  | SPA Ret | ANC Ret | CZE 23  | AUT 13  | STY Ret | RSM 18 | EMI 21  | CAT Ret | FRA 9   | ARA 23 | TER 19 | EUR Ret | VAL 18  | POR 18  |         |         |         |         |         |     |     | 25e  | 10    |
| 2021 | Moto2  | Kalex | QAT Ret | DOH 19  | POR 21  | SPA Ret | FRA 12  | ITA 18  | CAT 9  | GER 18  | NED 11  | STY 8   | AUT 5  | GBR 17 | ARA Ret | RSM Ret | AME 14  | EMI Ret | ALR DSQ | VAL 19  |         |         |     |     | 18e  | 37    |
| 2022 | Moto2  | Kalex | QAT DNS | INA 1   | ARG 2   | AME Ret | POR Ret | SPA Ret | FRA 3  | ITA Ret | CAT 12  | GER 15  | NED 13 | GBR 13 | AUT 2   | RSM 8   | ARA 7   | JPN 5   | THA Ret | AUS 8   | MAL Ret | VAL Ret |     |     | 10e  | 128   |
| 2023 | Moto2  | Kalex | POR 9   | ARG 8   | AME 11  | SPA 7   | FRA 6   | ITA 9   | GER 4  | NED Ret | GBR 9   | AUT 5   | CAT 14 | RSM 6  | IND Ret | JPN 1   | INA 7   | AUS 7‡  | THA 3   | MAL 6   | QAT 7   | VAL 5   |     |     | 6e   | 173.5 |
| 2024 | Moto2  | Kalex | QAT 11  | POR 10  | AME 21  | SPA 10  | FRA 5   | CAT Ret | ITA 9  | NED 5   | GER 6   | GBR Ret | AUT 8  | ARA 6  | RSM 14  | EMI 14  | INA Ret | JPN     | AUS     | THA 4   | MAL 9   | SLD 10  |     |     | 12e  | 104   |
| 2025 | MotoGP | Honda | THA 18  | ARG 18  | AME 16  | QAT 18  | ESP     | FRA     | GBR    | ARA     | ITA     | NED     | ALL    | TCH    | AUT     | HON     | CAT     | RSM     | JPN     | IND     | AUS     | MAL     | POR | VAL | 23e* | 0*    |

* Saison en cours